# A Citizen in the Making

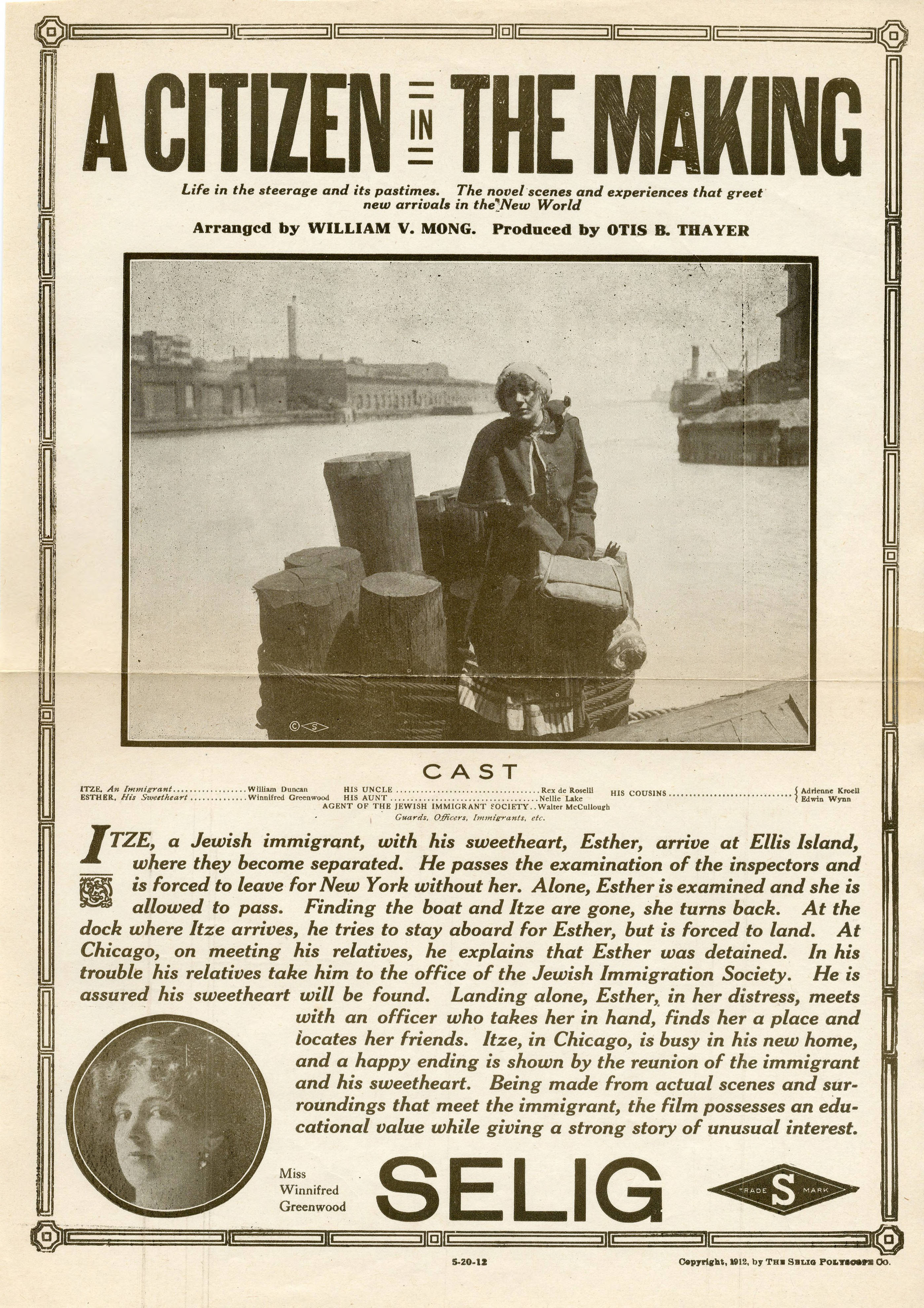
Flyer du film

A Citizen in the Making est un film muet américain réalisé par Otis Thayer et sorti en 1912.

## Synopsis
Itze, un immigrant juif, arrive avec son amoureuse Esther à Ellis Island où ils sont séparés. Il passe l'examen des inspecteurs et est forcé de partir pour New York sans elle. Restée seule, Esther est examinée et autorisée à entrer aux États-Unis mais Itze et le bateau sont déjà partis. Itze essaye de rester sur le bateau pour retrouver Esther quand il arrive à quai mais est débarqué de force. Il arrive à Chicago chez des proches à qui il explique qu'Esther est détenue. Ses proches l'emmène à la Jewish Immigration Society où on lui assure que sa bien-aimée sera retrouvée. Débarquée seule, Esther rencontre un officier qui la prend en main en lui trouvant un logement et en localisant ses amis. Itze est occupé dans son nouveau chez lui à Chicago et le film se termine en happy end avec la réunion des deux amoureux.

## Fiche technique
- Titre : A Citizen in the Making
- Réalisation : Otis Thayer
- Scénario : William V. Mong
- Producteur : William Selig
- Société de production : Selig Polyscope Company
- Société de distribution : General Film Company
- Genre : Film dramatique
- Date de sortie : 
  - États-Unis : 20 mai 1912

## Distribution
- William Duncan : Itze
- Winifred Greenwood : Esther
- Rex De Rosselli
- Nellie Lake
- Adrienne Kroell
- Edgar G. Wynn